# Sougères-en-Puisaye
Sougères-en-Puisaye é uma comuna francesa na região administrativa de Borgonha-Franco-Condado, no departamento de Yonne. Estende-se por uma área de 26,25 km². Em 2010 a comuna tinha 322 habitantes (densidade: 12,3 hab./km²).